# Acanthopleuroceras
Genre
Acanthopleuroceras est un genre fossile d'ammonites, céphalopodes  de la famille des polymorphitidés et de la sous-famille des acanthopleuroceratinés.
Il atteignait environ de 5 à 11 cm de diamètre selon les espèces et vivait au Pliensbachien (Jurassique inférieur).

## Espèce
- Acanthopleuroceras aliense (France : Nièvre)
- Acanthopleuroceras maugenesti[1] (France : Calvados)
- Acanthopleuroceras valdani[1] (France : Calvados)